# 單疣鳳尾蘚
單疣鳳尾蘚（学名：Fissidens papillosus）为鳳尾蘚科鳳尾蘚屬下的一个种。

## 扩展阅读
- 維基物種上的相關：單疣鳳尾蘚